# Seguridad basada en el comportamiento
La seguridad basada en el comportamiento (SBC) (del inglés, behavior-based safety) es una de las metodologías que permite identificar, establecer, mantener y aumentar el comportamiento seguro y, por consecuencia, reducir o eliminar los comportamientos inseguros. Se trata de aplicar la investigación conductual sobre el desempeño humano en problemas de seguridad en el lugar de trabajo.
El propósito de la SBC es identificar y evaluar los comportamientos no seguros, incluyendo las condiciones inseguras que puedan influir en tales conductas, en el ambiente de trabajo para: (a) aumentar la cantidad y la frecuencia de comportamientos seguros, y (b) cambiar las condiciones desfavorables que promueven la ocurrencia de conductas inseguras.
La mayoría de los accidentes laborales dependen en gran medida de los comportamientos inseguros en el trabajo, por lo que las organizaciones buscan aplicar métodos que permitan sustituirlos por otros seguros y que, a su vez, generen cambios sustanciales en la siniestrabilidad y los costes asociados. El proceso de gestión de la seguridad basada en el comportamiento (PGSBC) se basa en identificar y definir los comportamientos inseguros, observar a los trabajadores mientras cumplen con sus tareas y ofrecer retroalimentación o refuerzo positivo en tiempo real, «con el propósito de eliminar los comportamientos a riesgos observados, así como, en algunos de los casos más avanzados, de modificar los factores ambientales y organizativos que los originan». Este proceso debe ser revisado con frecuencia para asegurar su vigencia y adaptarlo a los cambios que puedan surgir de su implementación.
La SBC involucra a los trabajadores en aspectos clave de la seguridad, a la vez que requiere un compromiso por parte del liderazgo, la gerencia, los mandos y supervisores para que sea exitoso. Comparado con el enfoque de seguridad tradicional, la SBC es un proceso de mejora continua impulsado por los trabajadores.
La Seguridad Basada en el Comportamiento, es considerada obsoleta por centrarse principalmente en el comportamiento del trabajador y hacerlo ver como el "culpable", cuando hay múltiples factores organizacionales que influyen en la seguridad, por eso, desde hace varios años se habla de Seguridad Basada en los Procesos y Seguridad Basada en la Organización. 

## La teoría tricondicional del comportamiento seguro
En 2007, José Luis Meliá estableció tres condiciones necesarias, mas no suficientes, para que una persona trabaje segura: (1) poder trabajar seguro, (2) saber trabajar seguro, y (3) querer trabajar seguro.
La primera condición, «poder trabajar seguro», se relaciona con los elementos de ingeniería e higiene industrial, es decir, a aquellas condiciones de trabajo, herramientas, equipos, instalaciones, EPIs y métodos de trabajo. Por su parte, la segunda condición, «saber trabajar seguro», hace referencia a la información y formación que deben recibir los trabajadores sobre las tareas a ejecutar, orientadas a desarrollar sus capacidades para identificar los riesgos del trabajo, afrontar o minimizar sus efectos y gestionar las posibles consecuencias en caso de un evento. Finalmente, la tercera condición, «querer trabajar seguro», se asocia a las motivaciones que posean los empleados para comportarse de forma segura. Además de «poder» y «saber» llevar a cabo una actividad de forma segura, para que esto ocurra es imprescindible tener una motivación adecuada y suficiente. La SBC es una de las metodologías más utilizadas y de mayor eficacia para actuar sobre la tercera condición del modelo tricondicional.

## El proceso de gestión de la seguridad basada en el comportamiento (PGSBC)
Los enfoques tradicionales para la gestión de la seguridad dirigen su atención hacia los controles automatizados, el cumplimiento de procedimientos y normativas, y la aplicación de controles administrativos. A pesar de que estas medidas han probado su eficacia para reducir de forma significativa el número de accidentes, la tasa de incidentes se mantiene en niveles inaceptables. El estudio del comportamiento humano y la capacidad para influir en éste, con miras a mejorar la seguridad, comienza en la década de los treinta con Herbert William Heinrich, quien analizó miles de informes sobre accidentes elaborados por supervisores y concluyó que el 88 % de los incidentes en el lugar de trabajo eran directamente atribuibles al comportamiento humano. La Ley de Heinrich y su «triángulo de seguridad» describe la relación entre los cuasi accidentes, los incidentes y los accidentes; sin embargo, este modelo no es adecuado para predecir los incidentes que pueden derivar en un accidente grave o una fatalidad, y cuáles son los comportamientos (junto a sus causas o precursores) que lo originan.
Investigaciones posteriores de DuPont (1956) confirmaron los hallazgos de Heinrich, aunque estos estudios tienen críticas importantes. No fue sino hasta la década de los setenta que las investigaciones en el campo del comportamiento organizacional se aplicaron a la seguridad, como evidencia el texto de Dan Petersen de 1978 titulado «La gestión de la seguridad: un enfoque humano», donde hace referencia a las investigaciones de B. F. Skinner, el padre del análisis de los comportamientos. La metodología de la SBC ha sido experimentada y contrastada desde los estudios de Bird y Schlesinger en 1970, continuando con McIntire y White (1975) y Komaki, Barwick y Scott (1978). A partir de este momento, numerosas revisiones y amplias investigaciones han contribuido a enriquecer su abordaje y eficacia.
El PGSBC ha demostrado su efectividad a lo largo de su periodo de aplicación. Algunos textos reportan una reducción de hasta el 75 % en el número de accidentes. Además, las investigaciones sugieren que este enfoque puede ser rentable dado que las técnicas de modificación del comportamiento son de administración directa y relativamente sencilla, a la vez que las mejoras en la seguridad pueden ser evaluadas fácilmente por el personal en el sitio de trabajo encargado de monitorizar los objetivos del programa.

## Buenas prácticas para la aplicación de la SBC
La experiencia en la aplicación de los programas de SBC ha permitido identificar buenas prácticas relativas a aspectos funcionales. Estas se resumen a las siete listadas a continuación:
1. Concentrarse en los comportamientos.
2. Definir claramente los comportamientos.
3. Utilizar el poder de las consecuencias.
4. Guiar con antecedentes.
5. Potenciar con la participación.
6. Mantener la ética.
7. Diseñar una estrategia y seguir un modelo.

## Implantación de un PGSBC
El PGSBC es un proceso que comienza por el análisis de los accidentes e incidentes de la organización para identificar las conductas inseguras que los originan. A partir de ellas se definen (D) las conductas clave o conductas objetivo que son incompatibles con el comportamiento inseguro a evitar, y se elabora un listado de conductas clave (LCC) que contiene el registro de aquellas sobre las que se va a intervenir. Estas deben ser pocas, importantes, observables y estar claramente definidas.
Los comportamientos definidos son observados (O) durante un periodo de tiempo para generar la línea base, información que servirá para establecer la eficacia del programa, así como para conocer la frecuencia y variabilidad de dichas conductas. Una vez que se decida oportuno, se comienza a intervenir (I) en las conductas, a través de retroalimetación inmediata a los trabajadores observados, refuerzos positivos o economía de fichas. Este proceso de intervención puede programarse y extenderse por el tiempo que se considere adecuado, incluso pudiendo llegar a años. Durante la implantación del programa, se registran todos los parámetros de seguridad y costes, lo que permite testear (T) los posibles efectos del mismo. Esta metodología de trabajo se conoce como DOIT, cuya traducción del inglés significa «hazlo».

### Aspectos clave de los PGSBC[7]
- Disponibilidad: grado de madurez de la organización.
- Pertenencia: establecimiento de quiénes realizan las observaciones y son responsables de llevar adelante el programa (gerencia, mandos, supervisores, etc.)
- Soporte: apoyo visible y continuo por parte de la dirección.
- Definición de los comportamientos clave: identificación de los comportamientos inseguros, junto a instrucciones claras sobre cómo realizar las tareas de forma segura y una frecuencia de actualización que añada confiabilidad al proceso.
- Comité de Proceso: representantes de los distintos niveles de la organización y responsables del proceso.
- Observadores: responsables de llevar a cabo la observación y el registro de las conductas seguras e inseguras, así como de interactuar con los trabajadores durante la fase de intervención.
- Entrenamiento: debe ser oportuno, realizarse antes del lanzamiento del proceso y ser cíclico.
- Ejecución de las observaciones.
- Retroalimentación y refuerzo: características fundamentales de estos procesos, tanto la retroalimentación como el reforzamiento positivo deben ser debidamente diseñados en cuanto a forma y contenido, y explicados durante el entrenamiento.
- Análisis y definición de planes: propuesta de medidas dirigidas a minimizar los comportamientos inseguros, donde es necesario involucrar a los observados.
- Revisión y actualización del programa.

### Principios clave de la SBC
En 2005, Geller, uno de los principales investigadores y divulgadores de esta metodología, enunció los siete principios clave que comparten los PGSBC:
1. Intervenir sobre la conducta observable.
2. Mirar los factores externos observables (para intervenir sobre la conducta observable).
3. Dirigir con activadores y motivar con consecuencias.
4. Orientar hacia las consecuencias positivas para motivar el comportamiento.
5. Aplicar el método científico para controlar y mejorar la intervención realizada.
6. Utilizar los conocimientos teóricos para integrar la información y facilitar el programa, mas no para limitar las posibilidades.
7. Diseñar las intervenciones teniendo en cuenta los sentimientos y actitudes.